# (19442) Brianrice
(19442) Brianrice (1998 FM106) – planetoida z grupy pasa głównego asteroid okrążająca Słońce w ciągu 4,54 lat w średniej odległości 2,74 j.a. Odkryta 31 marca 1998 roku.